# Singapores Grand Prix 2008
Singapores Grand Prix 2008, officiellt 2008 Formula 1 SingTel Singapore Grand Prix, var en Formel 1-tävling som hölls den 28 september 2008 på stadsbanan Marina Bay Street Circuit i Singapore. Loppet var det femtonde av 18 lopp ingående i formel 1-VM 2008 och var det 800:e F1-loppet totalt, Indianapolis 500-tävlingarna 1950-1960 inräknade. Malaysias Grand Prix 2008 var det första kvällsloppet i Formel 1 och det första F1-lopp någonsin som körts i Singapore. Det 61 varv långa loppet vanns av Fernando Alonso i Renault, som startade från femtonde rutan, före Rosberg, som nådde sin hittills bästa placering i karriären, och Hamilton, som drygade ut sin ledning i förarmästerskapet.
Felipe Massa startade från pole position i sin Ferrari. VM-ledande Hamilton startade från andra startrutan och regerande världsmästaren Kimi Räikkönen startade från tredje rutan i den andra Ferrarin. Massa tog starten och ledde loppet fram tills det att Nelson Piquet, Jr. kraschade på varv 15. Säkerhetsbilen togs ut på banan och tätbilarna gjorde sina depåstopp när depån öppnade. När Massa lämnade depån, satt bränsleslangen kvar i bilen, vilket gjorde att han var tvungen att stanna i slutet av depårakan för att få hjälp med att ta bort den. Misstaget gjorde att Massa kom ut som sista bil samt att han på varv 23 fick ett drive-through-straff för incidenten. Kubica och Rosberg fick var sitt Stop-and-go penalty för att ha gått in i depå när den var stängd.
Alonso som gjort sitt depåstopp före säkerhetsbilen kom ut tog ledningen i loppet på varv 33, efter att Trulli gjort sitt enda depåstopp, och behöll ledningen in i mål. Rosberg lyckades ta andraplatsen trots sin bestraffning. Red Bull Racings David Coulthard slutade på en sjundeplats och tog sin F1-karriärs sista poäng. Även Kazuki Nakajima tog sina sista poäng i F1. Hamilton utökade sin ledning i förarmästerskapet med sju poäng över Massa, som poängplats. McLaren tog över ledningen från Ferrari i konstruktörsmästerskapet.

## Kontroversen med Renault F1
I slutet på 2009 avslöjades det att Nelson Piquet Jr kraschat sin bil med flit för att få ut säkerhetsbilen på banan, vilket gynnade Alonso. Det hela uppdagades strax efter att Piquet fått sparken av Renault. I september 2009 erkände Renault F1 inför FIA:s motorsportsråd att stallchefen Flavio Briatore och chefsingenjören Pat Symonds gett Piquet stallorder att medvetet krascha sin bil i hopp om det skulle hjälpa Alonso att vinna loppet. Briatore och Symonds lämnade omedelbart Renault efter avslöjandet. FIA gav Renault ett tvåårigt villkorligt straff som innebar att de skulle bli avstängda om något liknande hände under den tiden. Briatore blev avstängd på livstid från all av FIA sanktionerade tävlingar och event medan Symonds blev avstängd i fem år. Briatore and Symonds stämde senare FIA i fransk domstol som upphävde beslutet. Alonso friades helt och Piquet hade av FIA fått immunitet.

## Resultat

### Kval
| KR. | Nr | Förare               | Konstruktör         | Q1        | Q2        | Q3       | Grid  |
| --- | -- | -------------------- | ------------------- | --------- | --------- | -------- | ----- |
| 1   | 2  | Felipe Massa         | Ferrari             | 1:44.519  | 1:44.014  | 1:44.801 | 1     |
| 2   | 22 | Lewis Hamilton       | McLaren-Mercedes    | 1:44.501  | 1:44.932  | 1:45.465 | 2     |
| 3   | 1  | Kimi Räikkönen       | Ferrari             | 1:44.282  | 1:44.232  | 1:45.617 | 3     |
| 4   | 4  | Robert Kubica        | BMW Sauber          | 1:44.740  | 1:44.519  | 1:45.779 | 4     |
| 5   | 23 | Heikki Kovalainen    | McLaren-Mercedes    | 1:44.311  | 1:44.207  | 1:45.873 | 5     |
| 6   | 3  | Nick Heidfeld        | BMW Sauber          | 1:45.548  | 1:44.520  | 1:45.964 | 91    |
| 7   | 15 | Sebastian Vettel     | Toro Rosso-Ferrari  | 1:45.042  | 1:44.261  | 1:46.244 | 6     |
| 8   | 12 | Timo Glock           | Toyota              | 1:45.184  | 1:44.441  | 1:46.328 | 7     |
| 9   | 7  | Nico Rosberg         | Williams-Toyota     | 1:45.103  | 1:44.429  | 1:46.611 | 8     |
| 10  | 8  | Kazuki Nakajima      | Williams-Toyota     | 1:45.127  | 1:44.826  | 1:47.547 | 10    |
| 11  | 11 | Jarno Trulli         | Toyota              | 1:45.642  | 1:45.038  |          | 11    |
| 12  | 16 | Jenson Button        | Honda               | 1:45.660  | 1:45.133  |          | 12    |
| 13  | 10 | Mark Webber          | Red Bull-Renault    | 1:45.493  | 1:45.212  |          | 13    |
| 14  | 9  | David Coulthard      | Red Bull-Renault    | 1:46.028  | 1:45.298  |          | 14    |
| 15  | 5  | Fernando Alonso      | Renault             | 1:44.971  | ingen tid |          | 15    |
| 16  | 6  | Nelson Piquet, Jr.   | Renault             | 1:46.037  |           |          | 16    |
| 17  | 14 | Sébastien Bourdais   | Toro Rosso-Ferrari  | 1:46.389  |           |          | 17    |
| 18  | 17 | Rubens Barrichello   | Honda               | 1:46.583  |           |          | 18    |
| 19  | 20 | Adrian Sutil         | Force India-Ferrari | 1:47.940  |           |          | 19    |
| 20  | 21 | Giancarlo Fisichella | Force India-Ferrari | ingen tid |           |          | Depå2 |

| Vidare från första kvalrundan ▬▬ Vidare från andra kvalrundan ▬▬ |

Noteringar
- ^1  - Nick Heidfeld fick tre platsers nerflyttning efter att under kvalet ha blockerat Rubens Barrichello under ett flygande varv.[9]
- ^2  - Giancarlo Fisichella tvingades att starta från depån efter att Force India brutit mot parc fermé-reglerna.[10]

### Lopp
| Pos. | Nr | Förare               | Konstruktör         | Varv | Tid          | Grid | P  |
| ---- | -- | -------------------- | ------------------- | ---- | ------------ | ---- | -- |
| 1    | 5  | Fernando Alonso      | Renault             | 61   | 1:57:16.304  | 15   | 10 |
| 2    | 7  | Nico Rosberg         | Williams-Toyota     | 61   | +2.957       | 8    | 8  |
| 3    | 22 | Lewis Hamilton       | McLaren-Mercedes    | 61   | +5.917       | 2    | 6  |
| 4    | 12 | Timo Glock           | Toyota              | 61   | +8.155       | 7    | 5  |
| 5    | 15 | Sebastian Vettel     | Toro Rosso-Ferrari  | 61   | +10.268      | 6    | 4  |
| 6    | 3  | Nick Heidfeld        | BMW Sauber          | 61   | +11.101      | 9    | 3  |
| 7    | 9  | David Coulthard      | Red Bull-Renault    | 61   | +16.387      | 14   | 2  |
| 8    | 8  | Kazuki Nakajima      | Williams-Toyota     | 61   | +18.489      | 10   | 1  |
| 9    | 16 | Jenson Button        | Honda               | 61   | +19.885      | 12   |    |
| 10   | 23 | Heikki Kovalainen    | McLaren-Mercedes    | 61   | +26.902      | 5    |    |
| 11   | 4  | Robert Kubica        | BMW Sauber          | 61   | +27.975      | 4    |    |
| 12   | 14 | Sébastien Bourdais   | Toro Rosso-Ferrari  | 61   | +29.432      | 17   |    |
| 13   | 2  | Felipe Massa         | Ferrari             | 61   | +35.170      | 1    |    |
| 14   | 21 | Giancarlo Fisichella | Force India-Ferrari | 61   | +43.571      | PL   |    |
| 15   | 1  | Kimi Räikkönen       | Ferrari             | 57   | Accident     | 3    |    |
| Bröt | 11 | Jarno Trulli         | Toyota              | 50   | Hydraulik    | 11   |    |
| Bröt | 20 | Adrian Sutil         | Force India-Ferrari | 49   | Accident     | 19   |    |
| Bröt | 10 | Mark Webber          | Red Bull-Renault    | 29   | Transmission | 13   |    |
| Bröt | 17 | Rubens Barrichello   | Honda               | 14   | Motor        | 18   |    |
| Bröt | 6  | Nelson Piquet, Jr.   | Renault             | 13   | Crash        | 16   |    |

| Förare och stall som tog poäng ▬▬ |

## Ställning efter loppet
| Pos | Förare         | Poäng |
| --- | -------------- | ----- |
| 1   | Lewis Hamilton | 84    |
| 2   | Felipe Massa   | 77    |
| 3   | Robert Kubica  | 64    |
| 4   | Kimi Räikkönen | 57    |
| 5   | Nick Heidfeld  | 56    |

| Pos | Constructor      | Points |
| --- | ---------------- | ------ |
| 1   | McLaren-Mercedes | 135    |
| 2   | Ferrari          | 134    |
| 3   | BMW Sauber       | 120    |
| 4   | Renault          | 51     |
| 5   | Toyota           | 46     |

- Notering: Endast de fem bästa placeringarna i vardera mästerskap är listade.